# Hrabstwo Ravensbergu
Hrabstwo Ravensbergu (niem. Grafschaft Ravensberg) – państwo wchodzące w skład Świętego Cesarstwa Rzymskiego, położone w Westfalii na terenie obecnych Niemiec, powstałe w XI w., od połowy XIV w. pod władzą hrabiów Bergu i książąt Jülich, od początku XVII w. natomiast margrabiów brandenburskich i następnie królów pruskich, w 1815 ostatecznie zlikwidowane i włączone do pruskiej prowincji Westfalia.

## Historia

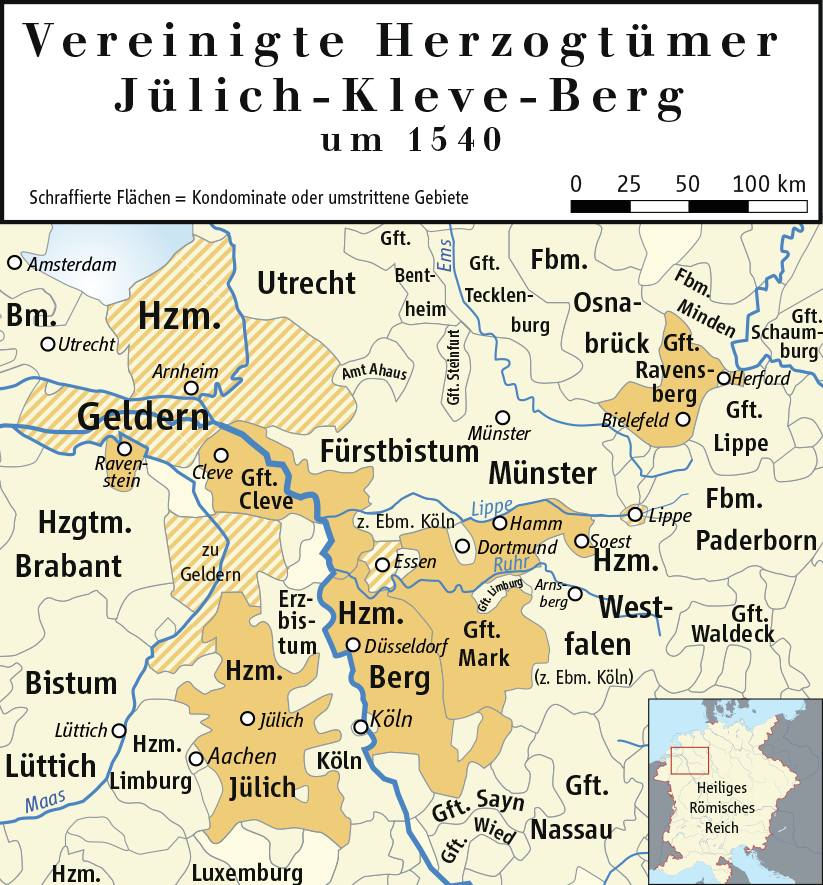
Hrabstwo Ravensbergu (w prawym górnym roku) jako część zjednoczonych księstw Jülich-Kleve-Berg ok. 1540

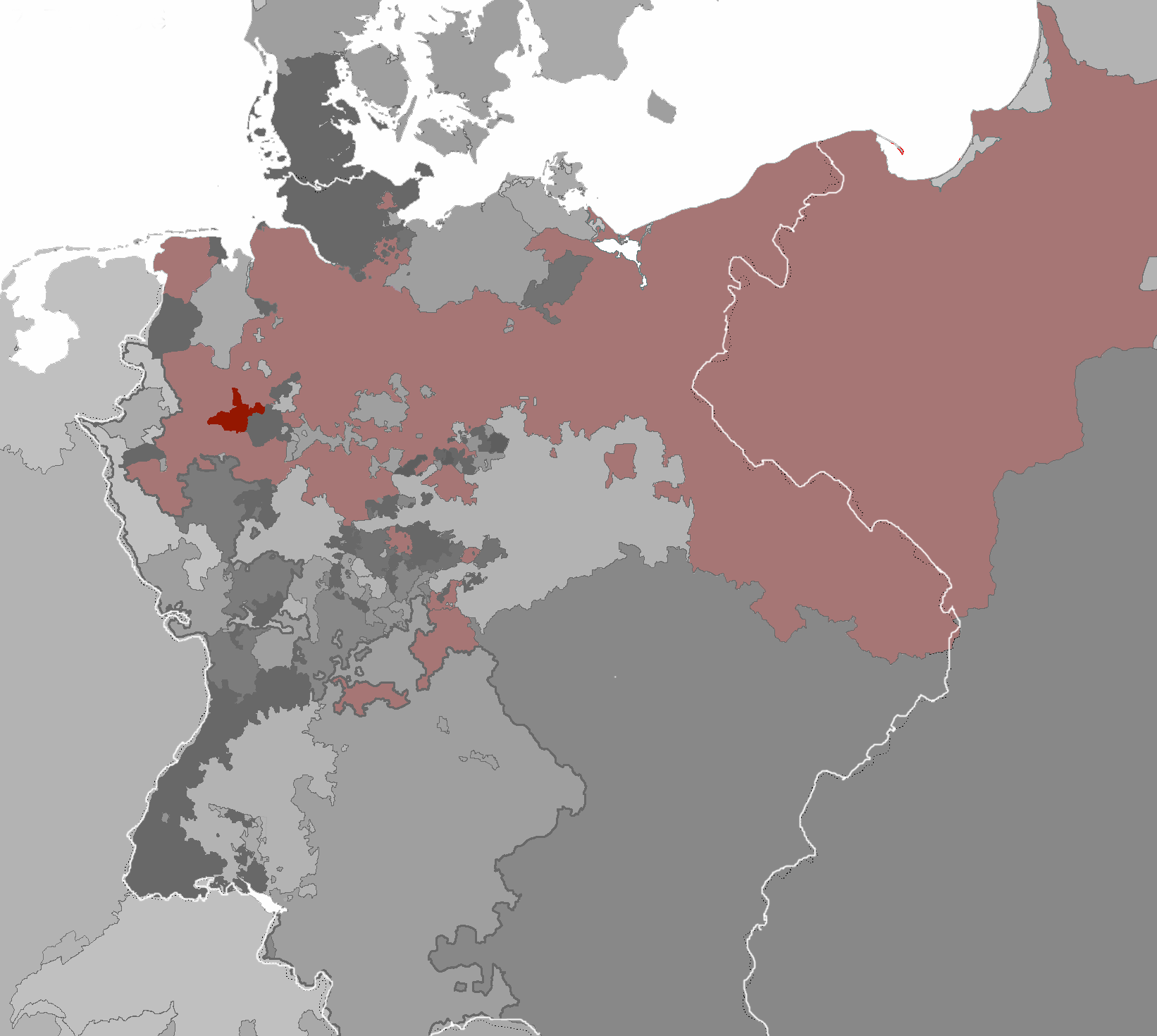
Hrabstwo Ravensbergu (ciemnoczerwone po lewej) na tle królestwa Prus w 1806

W połowie XI w. powstało na terenach położonych między Oldenburgiem i Osnabrückiem państewko, którego władcy tytułowali się hrabiami Calvelage, a w połowie XII w. przyjęli miano hrabiów Ravensbergu (od nazwy zamku Ravensberg zbudowanego w Lesie Teutoburskim). Było ono lennem książąt Saksonii. Główne skupisko terytoriów hrabiów od początku XII w. rozciągało się wokół miast Vechta i Meppen. Z czasem opanowali oni także rejony Bielefeldu (założyli to miasto w 1214 i Vlotho. 
Gdy w 1346 wygasła dynastia hrabiów Ravensbergu, hrabstwo zostało połączone pod jednym berłem najpierw z hrabstwem Bergu, a następnie także z księstwem Jülich. W 1521 weszło w skład zjednoczonych księstw Jülich-Kleve-Berg. Po wymarciu dynastii władców tych księstw w 1609 i wojnie o sukcesję po nich hrabstwo Rabensbergu dostało się w ręce margrabiów brandenburskich i następnie królów pruskich. W 1719 zostało administracyjnie połączone z sąsiednim biskupstwem Minden. W 1807 znalazło się w granicach krótko istniejącego królestwa Westfalii. W 1815 zostało włączone do pruskiej prowincji Westfalii.

## Władcy
Hrabiowie Calvelage, a następnie Ravensbergu z tutejszej dynastii (do 1346):
- ? Herman I
- ?–do ok. 1105 Herman II
- ok. 1115?–ok. 1134/44 Herman III
- ok. 1144–ok. 1170 Otto I
- ok. 1166–ok. 1218/1221 Herman IV
- ok. 1218/1221–1244 Otto II
- ok. 1218/1221–1249 Ludwik
- 1249–1306 Otto III
- 1306–1328/1329 Otto IV
- 1328/1329–1346 Bernard[3][4]

Hrabiowie Ravensbergu od 1346 do 1609 – w unii personalnej od 1346 z hrabstwem Bergu, od 1437 z księstwem Jülich, od 1521 z hrabstwem Mark i księstwem Kleve:
- 1346–1360 Gerard I
- 1360–1408 Wilhelm I
- 1395–1402 Adolf
- 1404–1428 Wilhelm II
- 1428–1475 Gerard II
- 1475–1511 Wilhelm III
- 1511–1539 Jan
- 1539–1592 Wilhelm (IV)
- 1592–1609 Jan Wilhelm

Od 1614 hrabiami Ravensbergu byli kolejni margrabiowie Brandenburgii i królowie Prus.